# Louis Butterworth
Louis William Butterworth (ur. 17 lipca 1948 w Casper, Wyoming) – astronauta NASA, dubler G. Jarvisa w trakcie lotu STS-51-L, inżynier.
- 1970 – uzyskał licencjat w dziedzinie inżynierii na California Institute of Technology.
- 1971 – uzyskał magistrat inżyniera mechanika na California Institute of Technology.
- 1972 – został zatrudniony w NASA Jet Propulsion Laboratory.
- 1984 – został zakwalifikowany do grupy astronautów – specjalistów ładunku Hughes Communication Inc.
- 1986 – był dublerem G. Jarvisa podczas feralnego lotu STS-51-L.
- 1986 – opuścił NASA.

Po opuszczeniu NASA był wiceprezesem DirecTV Inc.